# 瑞奇·山伯拉
瑞奇·山伯拉（英語：Richie Sambora，1959年7月11日—），出生地也是美國新澤西的Perth Amboy，曾為Bon Jovi的吉他手。從Bon Jovi1983年成立以來，他就在樂團裡，直到2013年離開樂團。小時候就試著去彈鋼琴、吹薩克斯風、喇叭。十四歲的時候，他迷上Eric Clapton，Johnny Winter，Jeff Beck和Jimmy Page這些吉他高手出神入化的技巧後，他決定苦練吉他，後來果然令人刮目相看，除了彈奏吉他外，他還會作曲，並擔任過唱門製作人，也出過個人專輯。1994年十二月七日，Richie與Heather結婚。

## 個人專輯
- 1991年《Stranger in This Town（英语：Stranger in This Town）》
- 1998年《Undiscovered Soul（英语：Undiscovered Soul）》
- 2012年《Aftermath of the Lowdown（英语：Aftermath of the Lowdown）》